# 克莱尔富热尔
克莱尔富热尔（法語：Clairefougère，法語發音：[klɛʁfuʒɛʁ] ⓘ）是法国奥恩省的一个旧市镇，位于该省西北部，属于阿让唐区。2015年1月1日，克莱尔富热尔和相邻的蒙瑟克雷合并为新市镇蒙瑟克雷-克莱尔富热尔（Montsecret-Clairefougère）。

## 地理
克莱尔富热尔（48°48'23"N, 0°41'48"W）面积3 平方千米，位于法国诺曼底大区奧恩省，该省份为法国西北部内陆省份，北起顺时针与卡爾瓦多斯省、厄尔省、厄尔-卢瓦省、萨尔特省、马耶讷省和芒什省接壤。
与克莱尔富热尔接壤的市镇（或旧市镇、城区）包括：吕利。

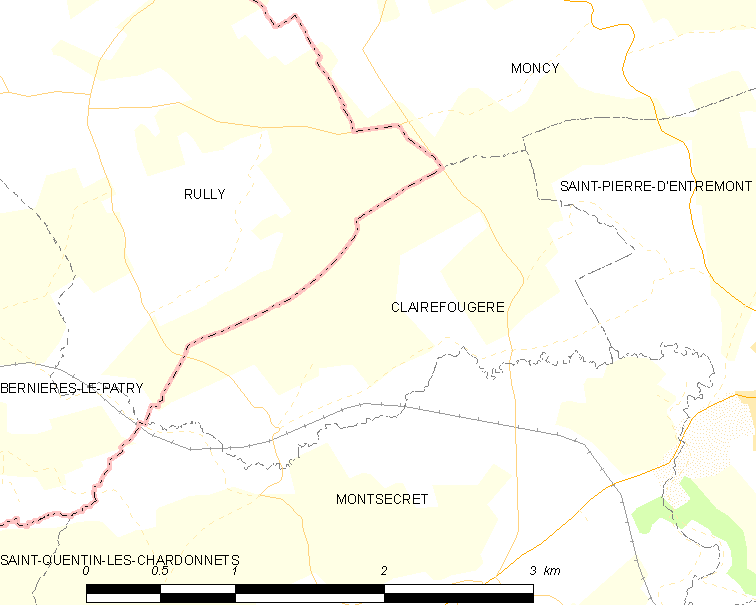
克莱尔富热尔的OSM定位图

克莱尔富热尔的时区为UTC+01:00、UTC+02:00（夏令时）。

## 行政
克莱尔富热尔的邮政编码为61800，INSEE市镇编码为61109。

## 政治
克莱尔富热尔所属的省级选区为栋夫龙昂普瓦赖县。

## 人口

1962-2008年间克莱尔富热尔人口变化图示

克莱尔富热尔于2018年1月1日时的人口数量为124人。